# Mistrzostwa Świata Juniorów w Saneczkarstwie 2020 (tory naturalne)
12. Mistrzostwa Świata Juniorów w Saneczkarstwie na torach naturalnych 2020 odbyły się w dniach 31 stycznia - 2 lutego w Austriackim Sankt Sebastian. Rozegrane zostały trzy konkurencje: jedynki kobiet, jedynki mężczyzn oraz dwójki mężczyzn.
W jedynkach kobiet zwyciężyła Niemka Lisa Walch, a wśród mężczyzn tytuł sprzed dwóch lat obronił Austriak Fabian Achenrainer. W dwójkach triumfowali austriaccy bracia  Fabian Achenrainer i Simon Achenrainer.

## Terminarz i medaliści
| Data          | Miejscowość     | Konkurencja      | Złoto                                          | Srebro                                        | Brąz                               |
| ------------- | --------------- | ---------------- | ---------------------------------------------- | --------------------------------------------- | ---------------------------------- |
| 2 lutego 2020 | Sankt Sebastian | Jedynki kobiet   | Lisa Walch                                     | Riccarda Rütz                                 | Vanessa Markt                      |
| 2 lutego 2020 | Sankt Sebastian | Jedynki mężczyzn | Fabian Achenrainer                             | Daniel Gruber                                 | Fabian Brunner                     |
| 1 lutego 2020 | Sankt Sebastian | Dwójki mężczyzn  | Austria Fabian Achenrainer · Simon Achenrainer | Austria Maximilian Pichler · Matthias Pichler | Słowenia Bine Mekina · Blaž Mekina |

## Wyniki

### Jedynki kobiet
- Data: 1/2 lutego 2020

| Miejsce | Zawodniczka               | Narodowość | 1. zjazd | 2. zjazd | 3. zjazd | Czas    | Strata |
| ------- | ------------------------- | ---------- | -------- | -------- | -------- | ------- | ------ |
|         | Lisa Walch                | Niemcy     | 1:13.98  | 1:14.79  | 1:14.18  | 3:42.95 | -      |
|         | Riccarda Rütz             | Austria    | 1:14.07  | 1:14.70  | 1:40.40  | 3:43.17 | +0.22  |
|         | Vanessa Markt             | Austria    | 1:14.36  | 1:15.24  | 1:13.86  | 3:43.46 | +0,51  |
| 4.      | Lea Stangl                | Włochy     | 1:14.64  | 1:15.74  | 1:15.38  | 3:45.76 | +2.81  |
| 5.      | Nadine Staffler           | Włochy     | 1:14.75  | 1:16:41  | 1:15.90  | 3:47.06 | +4.11  |
| 6.      | Jenny Castiglioni         | Włochy     | 1:16.68  | 1:17.19  | 1:17.26  | 3:51.13 | +8.18  |
| 6.      | Sarah Schiller            | Niemcy     | 1:16.47  | 1:17.68  | 1:16.98  | 3:51.13 | +8.18  |
| 8.      | Julia Płowy               | Polska     | 1:18.54  | 1:18.68  | 1:18.57  | 3:55.79 | +12.84 |
| 9.      | Charlotte Marie Roche     | Francja    | 1:20.05  | 1:21.61  | 1:22.34  | 4:04.00 | +21.05 |
| 10.     | Daphne Coraline Vanhoutte | Francja    | 1:21.02  | 1:23.00  | 1:22.43  | 4:06.45 | +23,50 |
| . . .   |                           |            |          |          |          |         |        |
| 12.     | Klaudia Natalia Promny    | Polska     | 1:22.44  | 1:23.84  | 1:23:56  | 4:09.84 | +26,89 |

### Jedynki mężczyzn
- Data: 1/2 lutego 2020

| Miejsce | Zawodnik             | Narodowość | 1. zjazd | 2. zjazd | 3. zjazd | Czas    | Strata |
| ------- | -------------------- | ---------- | -------- | -------- | -------- | ------- | ------ |
|         | Fabian Achenrainer   | Austria    | 1:11.94  | 1:13.18  | 1:13.89  | 3:39,01 | -      |
|         | Daniel Gruber        | Włochy     | 1:13.41  | 1:12.64  | 1:13.67  | 3:39.72 | +0,71  |
|         | Fabian Brunner       | Włochy     | 1:13.20  | 1:13.29  | 1:14.03  | 3:40.52 | +1.51  |
| 4.      | Florian Haselrieder  | Włochy     | 1:13.46  | 1:13.15  | 1:14.11  | 3:40.72 | +1.71  |
| 5.      | Anton Gruber Genetti | Włochy     | 1:14.03  | 1:14.34  | 1:15.20  | 3:43.57 | +4.56  |
| 6.      | Maximilian Pichler   | Austria    | 1:14.61  | 1:14.67  | 1:15.40  | 3:44.68 | +5.67  |
| 7.      | Pawieł Iwaszkiewicz  | Rosja      | 1:15.19  | 1:15.23  | 1:14.98  | 3:45.40 | +6.39  |
| 8.      | Simon Achenrainer    | Austria    | 1:14.82  | 1:14.79  | 1:16.87  | 3:46.48 | +7.47  |
| 9.      | Maximilian Grunser   | Włochy     | 1:15.28  | 1:15.02  | 1:16.91  | 3:47.21 | +8.20  |
| 10.     | Lukas Mark           | Austria    | 1:15.41  | 1:15.26  | 1:16.77  | 3:47.44 | +8.43  |
| . . .   |                      |            |          |          |          |         |        |
| 20.     | Szymon Jan Majdak    | Polska     | 1:21.39  | 1:20.12  | 1:18.31  | 3:59.82 | +20.81 |

### Dwójki mężczyzn
- Data: 3 lutego 2020

| Miejsce | Zawodnicy                               | Narodowość | 1. zjazd | 2. zjazd | Czas    | Strata |
| ------- | --------------------------------------- | ---------- | -------- | -------- | ------- | ------ |
|         | Fabian Achenrainer Simon Achenrainer    | Austria    | 1:16.62  | 1:16.10  | 2:32.72 | -      |
|         | Maximilian Pichler Matthias Pichler     | Austria    | 1:16.17  | 1:17.08  | 2:33.25 | +0.53  |
|         | Bine Mekina Blaž Mekina                 | Słowenia   | 1:18.10  | 1:18.56  | 2:36.66 | +3.94  |
| 4.      | Władimir Lewiczew Wiaczesław Kudriawcew | Rosja      | 1:18.66  | 1:21.04  | 2:39.70 | +6.98  |
| 5.      | Myrosław Łenko Iwan Łenko               | Ukraina    | 1:21.02  | 1:20.52  | 2:41.54 | +8.82  |
| 6.      | Fabian Brunner Alex Oberhofer           | Włochy     | 1:19.23  | 1:22.43  | 2:41.66 | +8.94  |
| 7.      | Aleksandr Miłkow Dienis Lebediew        | Kazachstan | 1:39.25  | 1:33.42  | 3:12.67 | +39.95 |
| 8.      | Szymon Jan Majdak Konrad Stano          | Polska     | 1:50.76  | 1:29.04  | 3:19.80 | +47.08 |
| DNS     | Aleksiej Chabibułin Andriej Kałoszin    | Rosja      |          |          |         |        |

## Klasyfikacja medalowa
| Miejsce | Państwo  | złoto | srebro | brąz | Razem |
| ------- | -------- | ----- | ------ | ---- | ----- |
| 1.      | Austria  | 2     | 2      | 1    | 5     |
| 2.      | Niemcy   | 1     | 0      | 0    | 1     |
| 3.      | Włochy   | 0     | 1      | 1    | 2     |
| 4.      | Słowenia | 0     | 0      | 1    | 1     |